# Кларк, Бобби (футболист, 2005)
Бо́бби Ламо́нт Кларк (англ. Bobby Lamont Clark; род. 7 февраля 2005, Эпсом, Юго-Восточная Англия) — английский футболист, полузащитник австрийского клуба «Ред Булл Зальцбург», выступающий на правах аренды за «Дерби Каунти».

## Клубная карьера
Бобби Кларк является воспитанником «Ньюкасл Юнайтед». 26 августа 2021 года он присоединился к молодёжной команде «Ливерпуля». В сезоне 2021/2022 он забил 13 голов за команду до 18 лет. Он также участвовал на летних предсезонных сборах основной команды клуба в 2022 году. Дебютировал в Премьер-лиге 27 августа 2022 года в матче против «Борнмута».

## Достижения
«Ливерпуль»
- Обладатель Кубка Английской футбольной лиги: 2023/24